# 久保田運動具店
株式会社久保田運動具店（くぼたうんどうぐてん）は、大阪市北区に本社を置く野球のグラブ製作を主としたスポーツ用品メーカーである。久保田スラッガーの通称でよく知られている。

## 概要
グラブに最も力を入れている野球用品メーカーで、すべてが手作業で作られるそのこだわりとクオリティの高さからプロ野球選手でも「グラブだけは久保田スラッガー」という選手が大勢いる。
その他に現在ではメジャーなグラブの型付け方法として広まっている、新品の硬いグラブを早く使用するためにグラブを湯（40℃程度）に浸けて型をつける「湯もみ型付け」という斬新な型付け方法を生み出した元祖のメーカーでもある（開発者は現福岡支店長の江頭重利）。
また2006年に発売になったグラブの皮を使用したバッグは、松坂大輔や松井稼頭央、赤田将吾の使用で埼玉西武ライオンズを中心にプロ野球選手、野球ファンに広まった。
かつて、南海ホークスのユニフォームをダイエーへの譲渡直前まで納入していた。1980年のホーム用と1984年以降のビジター用はデサントが製造し、納入を久保田スラッガーが行っていた（タグが両社の連名）。それ以外は久保田スラッガーの自社製造だった。
2008年、福岡ソフトバンクホークスが南海ホークスのユニフォームを、埼玉西武ライオンズが西鉄ライオンズのユニフォームを復刻着用した時は久保田運動具店が製作を請け負った。また一般ファンにも限定販売された。
2016年には創業80周年を迎え、自社としては、初の公式サイトを開設した。http://www.kubota-slugger.co.jp/

## 沿革
- 1936年5月11日 - 大阪市北区曾根崎上三丁目（現：梅田一丁目）にて創業。
- 1950年8月7日 - 株式会社に組織変更。
- 1968年7月 - 福岡市渡辺通に福岡支店を開設。
- 1971年4月 - 福岡支店を福岡市今泉へ移転。
- 1979年10月 - 梅田店を大阪駅前第3ビルへ移転。
- 1985年10月 - 梅田店を新阪急ビル（新阪急八番街）へ移転。
- 1989年11月 - 福岡支店を福岡市中央区大手門二丁目へ移転。
- 1995年11月 - 梅田店を閉店。
- 2004年3月 - 東京都渋谷区千駄ヶ谷二丁目に東京支店を開設。
- 2009年11月 - 本社を大阪市北区豊崎七丁目へ移転。

## 主要役員
- 代表取締役：久保田勝行
- 顧問：江頭重利（数多くの野球用品の開発を行うとともに、型付けの元祖として知られる。平成24年度第46回厚生労働省「現代の名工」を受章。平成25年黄綬褒章を受章。）
- 江頭格言：三つの努力

（努力に努力を重ね、尚重ねて努力）

## 事業所
- 本社：大阪市北区豊崎7-3-17
- 東京支店：東京都渋谷区千駄ヶ谷2-32-1
- 福岡支店： 福岡市中央区大手門2-9-29 エクセラン大手門 1F

## 使用している主なプロ選手
- 読売ジャイアンツ：増田大輝
- 阪神タイガース：板山祐太郎、植田海、木浪聖也、中野拓夢
- 中日ドラゴンズ：京田陽太、三ツ俣大樹、遠藤一星、溝脇隼人、高橋周平
- 横浜DeNAベイスターズ：田中健二朗、乙坂智、大和
- 広島東洋カープ：安部友裕
- 東京ヤクルトスワローズ：西浦直亨
- 福岡ソフトバンクホークス：髙田知季、武田翔太、中谷将大
- 埼玉西武ライオンズ：金子侑司、岡田雅利
- 東北楽天ゴールデンイーグルス：浅村栄斗、足立祐一、内田靖人、三好匠
- 北海道日本ハムファイターズ：中島卓也、淺間大基　木村文紀、加藤豪将[注 1]
- オリックス・バファローズ：西野真弘、山﨑福也、若月健矢

## 使用していたOB選手
- 読売ジャイアンツ：田辺徳雄、前田幸長、片岡治大、吉川大幾、森福允彦、吉川大幾、髙橋洸、田島洸成、立岡宗一郎
- 阪神タイガース：佐々木誠、中込伸、高山智行、江本孟紀、金本知憲、林威助、関本賢太郎、坂克彦、上本博紀、山崎憲晴
- 中日ドラゴンズ：大友進、亀澤恭平、若松駿太、谷哲也
- 横浜DeNAベイスターズ：小川博文、篠原貴行、中村紀洋、石川雄洋、荒波翔、百瀬大騎、田中浩康、石川雄洋、中井大介
- 広島東洋カープ：比嘉寿光、庄司隼人
- 東京ヤクルトスワローズ：辻発彦、馬場敏史、鈴木健、藤本敦士、今浪隆博、三輪正義、武内晋一、近藤一樹、小杉陽太、内川聖一
- 福岡ダイエーホークス：門田博光、石毛宏典、小川皓市
- 福岡ソフトバンクホークス：鳥越裕介、的山哲也、星野順治、森本学、小川皓市、本多雄一
- 千葉ロッテマリーンズ：平野謙 、フリオ・ズレータ、大嶺翔太、清田育宏、小窪哲也、鳥谷敬
- 西武ライオンズ：野村克也、吉竹春樹、江藤智、鬼﨑裕司、永江恭平、水口大地、松本直晃、中田祥多、松井稼頭央
- 東北楽天ゴールデンイーグルス：土屋朋弘、後藤光尊、渡辺直人、阿部俊人
- 北海道日本ハムファイターズ：稲葉篤紀、新庄剛志、尾崎匡哉、河野秀数、谷口雄也
- オリックス・ブルーウェーブ：福良淳一
- オリックス・バファローズ：吉田修司、古木克明、高波文一、木元邦之、野中信吾、原拓也、齋藤俊雄、岩﨑恭平、坂本一将

（球団名は、現役最終年に所属していた球団）